# Hemální oblouk

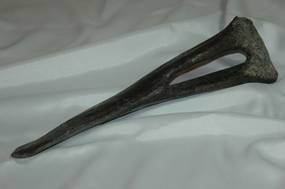
Hemální oblouk obratle sauropoda diplodoka.

Hemální oblouk (angl. také „chevron“) je kostěný oblouk na spodní (ventrální) straně ocasních obratlů některých živočichů, například vyhynulých druhohorních dinosaurů a jiných plazů nebo také savců (klokanů, kapustňáků, ad.). Účelem tohoto kostěného výrůstku je ochránit zranitelné části ocasní páteře, zejména cévy a nervové dráhy. Velmi dobře vyvinuté jsou hemální oblouky na kostrách některých sauropodních dinosaurů, například u rodu Diplodocus.